# Albert Gøye
 Der er for få eller ingen kildehenvisninger i denne artikel, hvilket er et problem. Du kan hjælpe ved at angive troværdige kilder til de påstande, som fremføres i artiklen.

Albert eller Albrecht Mogensen Gøye eller Gjøe (død 24. juni 1558)
Han var søn af rigshofmester Mogens Gøye (død 1544) og Mette Bydelsbak.
Han var i 1531 hofsinde og deltog siden i Slaget ved Svenstrup, hvor han blev såret og taget til fange. 
I 1532 blev han trolovet med den den gang 10-årige Anne Ottesdatter Rosenkrantz, der 
var en af arvingerne til betydelig ejendom i Norge. På den baggrund søgte hans far at skaffe ham Bergenhus Len efter Eske Bille; men det dette mislykkedes, ligesom også senere Alberts forsøg på at skaffe sig selv den norske arvs. I 1538 blev han gift med Anne Rosenkrantz.
Mens faderen var i live, synes han at have fået overdraget Gunderslevholm, og ved faderens død fik han part i de fleste af dennes mange hovedgårde: Krænkerup, Torbenfeld, Clausholm, Avnsbjerg og Græse, hvorimod Gunderslevholm tilfaldt hans broder Eskil. Han købte sin medarving Herluf Trolle ud af Krænkerup, ligesom enken samlede Torbenfeld. 
Albert, der i 1535 var kongens fodermarsk, havde flere betydelige forleninger og synes 
at have været den mest fremtrædende af Mogens Gøyes sønner. I perioden 1535-40 var han lensmand på Stege og i 1540 en kort tid på Dragsholm. Efter sin far arvede han pantelenet Tordrup, som i 1548 blev ombyttet med Gjerlev og Nørhald Herreder, som indløstes i 1552, da han blev lensmand på Skanderborg, hvor han døde 1558.